# 1480

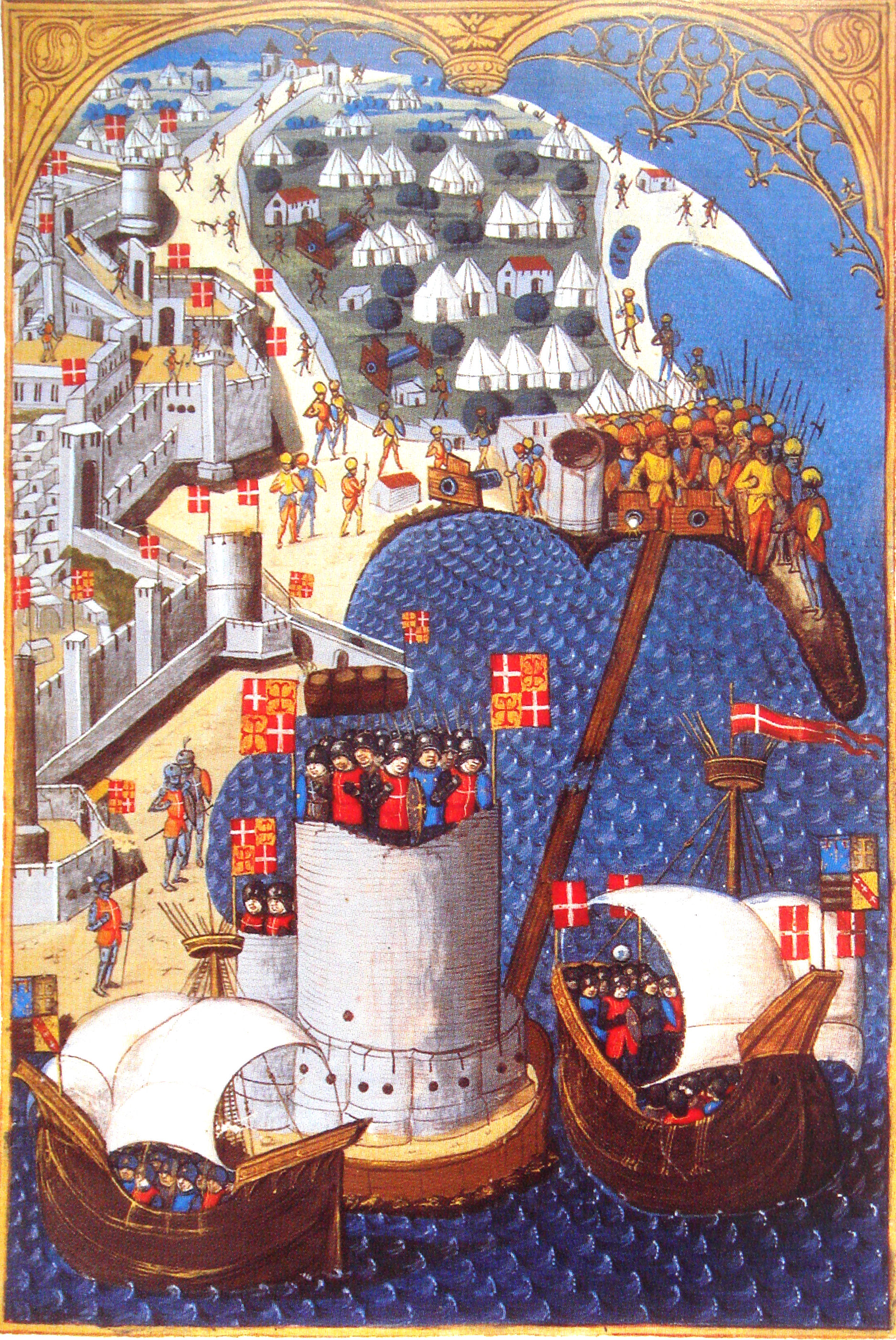
Beleg van Rhodos

Het jaar 1480 is het 80e jaar in de 15e eeuw volgens de christelijke jaartelling.

## Gebeurtenissen
mei
- 23 - 23 mei-17 augustus - Beleg van Rhodos: De Ottomanen onder Gedik Ahmed Pasja belegeren het eiland Rhodos.

juli
- 28 - De Ottomanen geven het beleg van Rhodos op na een mislukte stormloop.

augustus
- 11 - Ottomaanse aanval op Otranto: Na de opgave van het Beleg van Rhodos valt Gedik Ahmed Pasja de stad Otranto (Apulië) aan en neemt deze in. Hij richt een slachting aan onder de (christelijke) inwoners

van de stad.
oktober
- 8 - Confrontatie aan de Oegra. Ivan III van Moskou verwerpt de souvereiniteit van de Gouden Horde.
- Begin van de Salpeteroorlog tussen Michoacán enerzijds en Colima en andere steden anderzijds.
- Túpac Inca Yupanqui zendt een ontdekkingstocht uit over de Grote Oceaan.
- Het hertogdom Mecklenburg wordt verdeeld in Mecklenburg-Güstrow onder Albrecht VI en Mecklenburg-Schwerin onder Magnus II en Balthasar.
- Juchitán wordt gesticht.

- Angelo Poliziano schrijft Favolo d'Orfeo
- Het Nederlandse spreekwoordenboek Proverbia communia wordt uitgegeven.
- Het Glogauer Liederbuch wordt geschreven. (jaartal bij benadering)

## Beeldende kunst

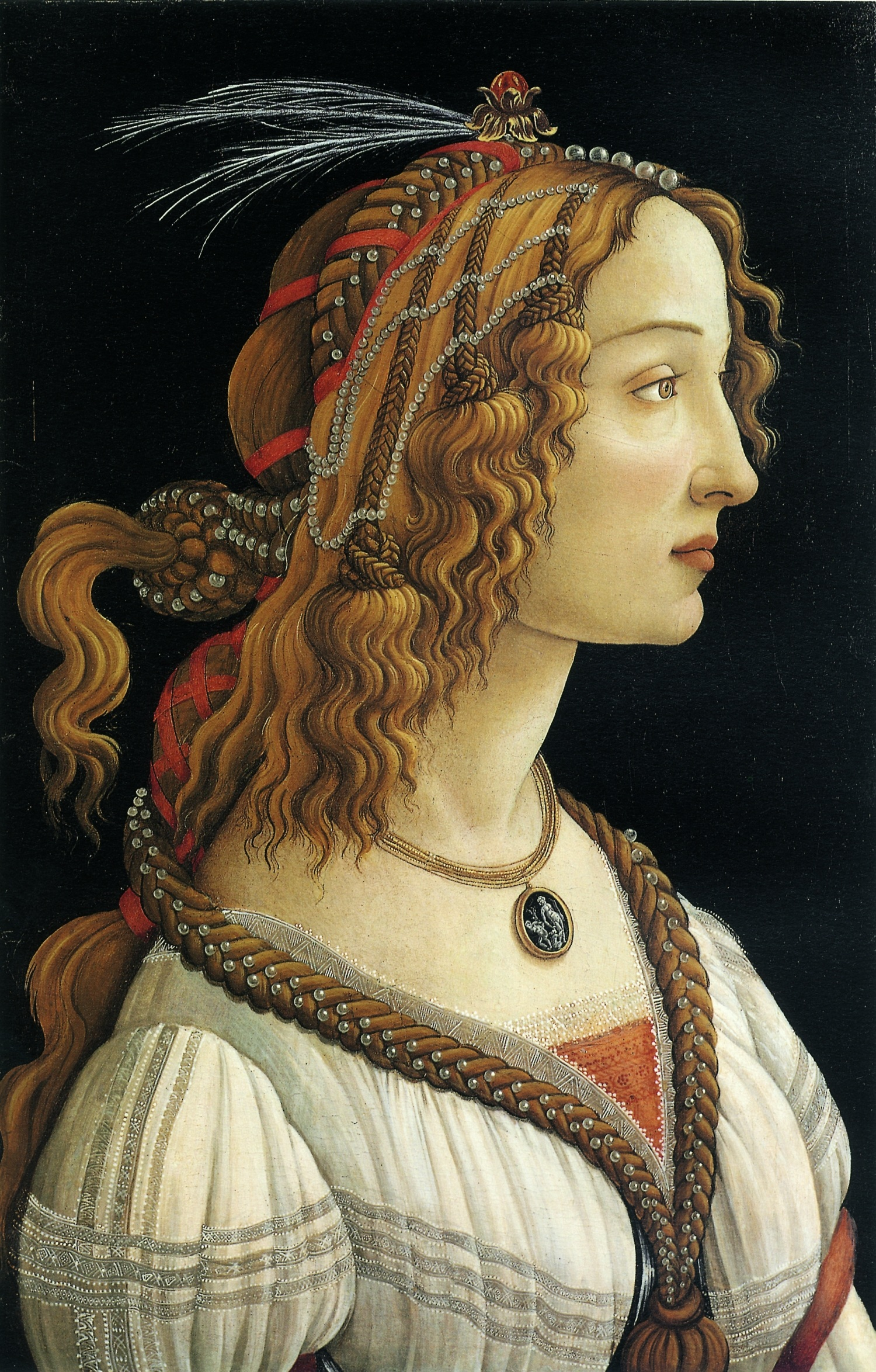
Sandro Botticelli: Portret van een jonge vrouw
Giovanni Bellini: Sint Franciscus in de woestijn
Geertgen tot Sint Jans: De verheerlijking van Maria (toeschrijving onzeker)
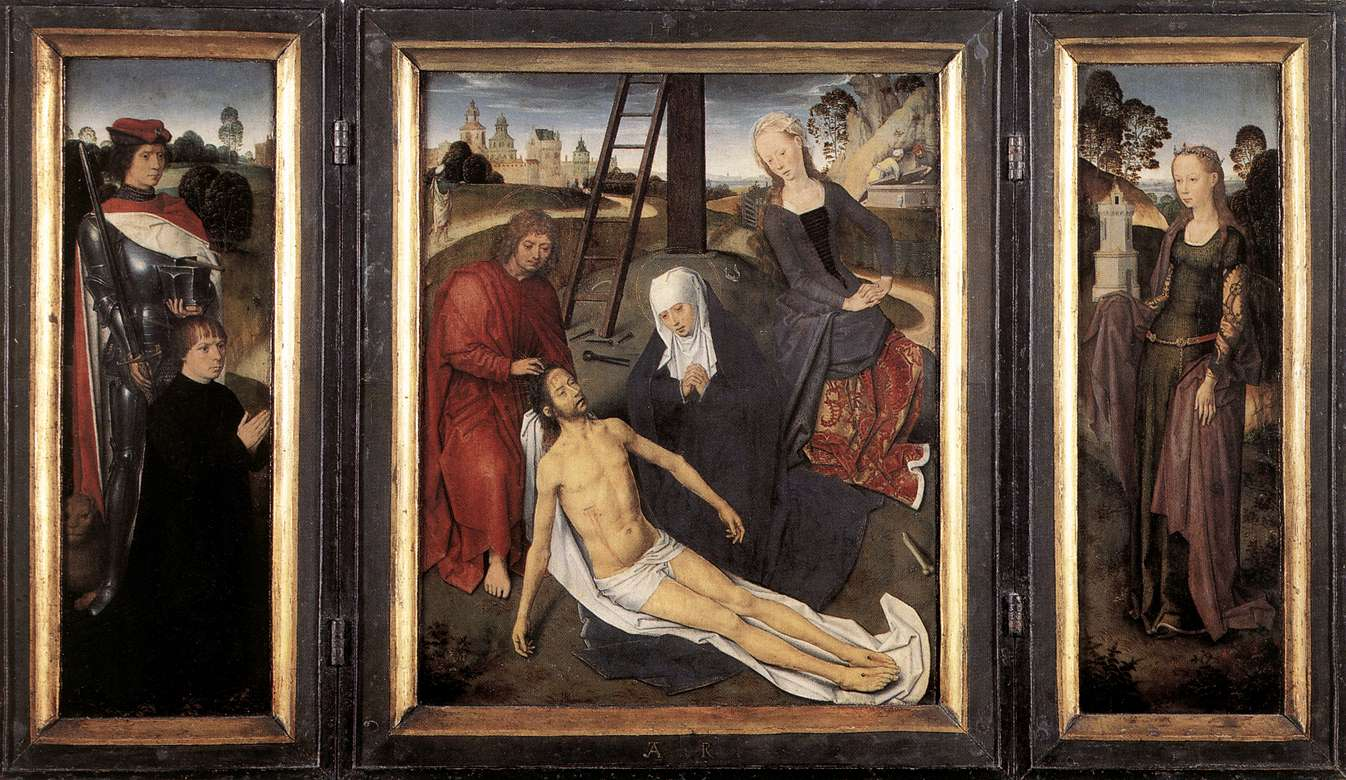
Hans Memling: Triptiek van Adriaan Reins
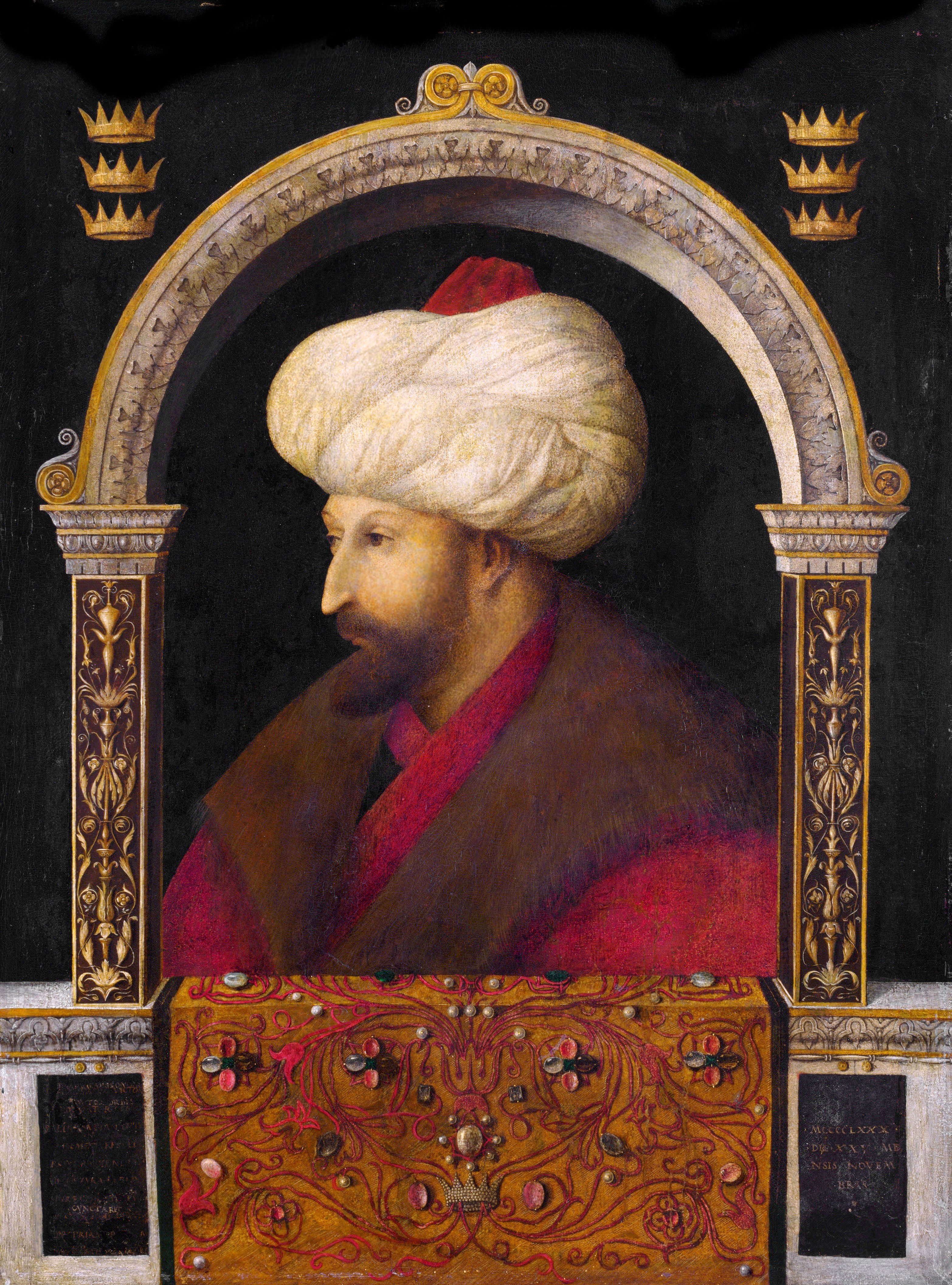
Gentile Bellini: Portret van Mehmet II
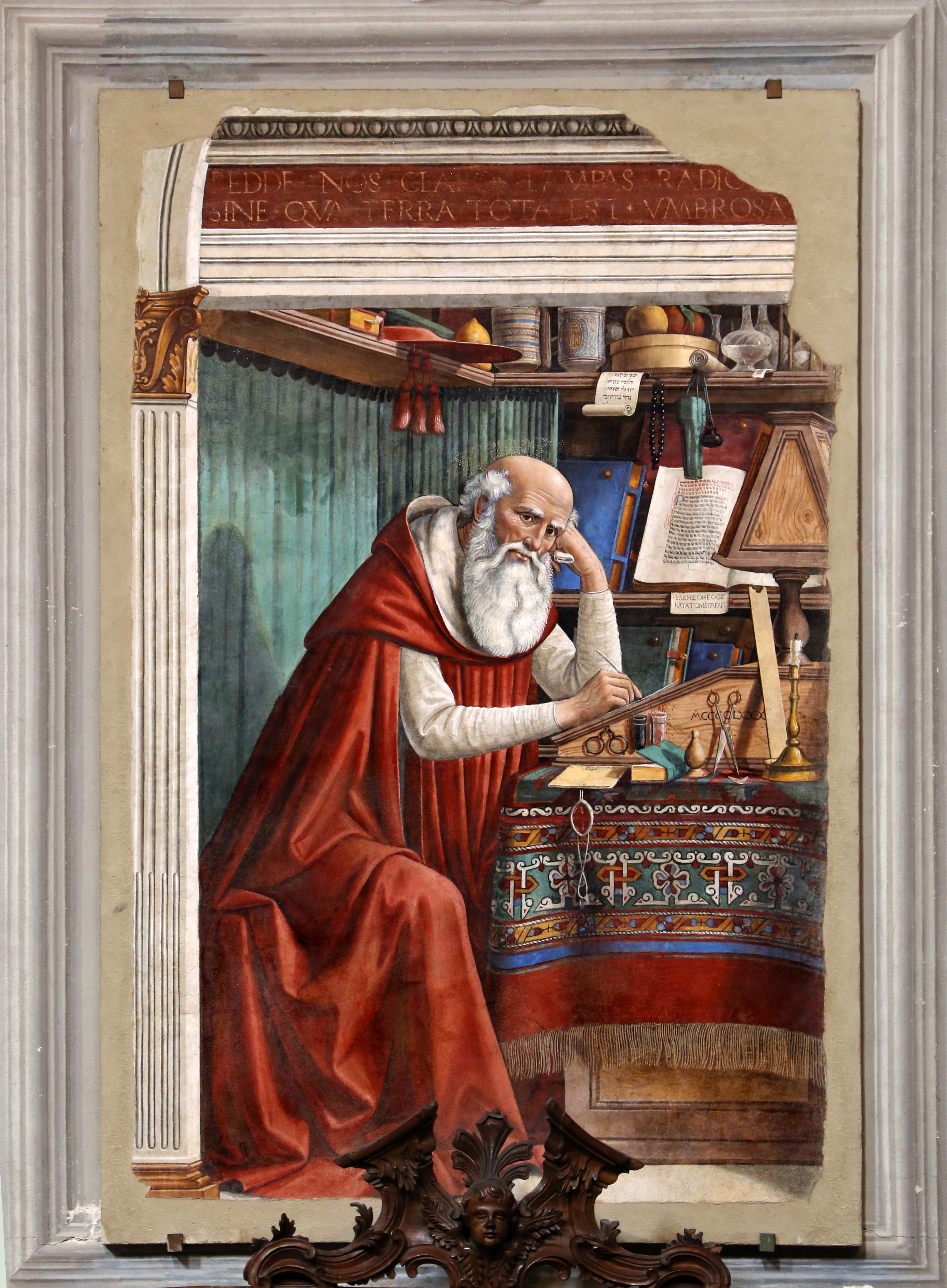
Domenico Ghirlandaio: Hiëronymus in zijn studeerkamer

## Opvolging
- Anjou en Provence - René I opgevolgd door zijn neef Karel V van Maine
- Bar - René I van Anjou opgevolgd door zijn dochter Yolande van Lotharingen, op haar beurt opgevolgd door haar zoon René II van Lotharingen
- Hanau-Lichtenberg - Filips I opgevolgd door Filips II
- Holland en Zeeland (stadhouder) - Wolfert VI van Borselen opgevolgd door Joost van Lalaing
- Keulen - Ruprecht van de Palts opgevolgd door Herman IV van Hessen
- Nassau-Idstein - Johan van Nassau-Wiesbaden-Idstein opgevolgd door zijn zoon Filips
- Nassau-Wiesbaden - Johan van Nassau-Wiesbaden-Idstein opgevolgd door zijn zoon Adolf III
- Naxos - Giacomo III Crispo opgevolgd door Giovanni III Crispo
- Palts-Simmern en Sponheim - Frederik I opgevolgd door zijn zoon Johan I
- Württemberg-Stuttgart - Ulrich V opgevolgd door zijn zoon Everhard VI

## Afbeeldingen

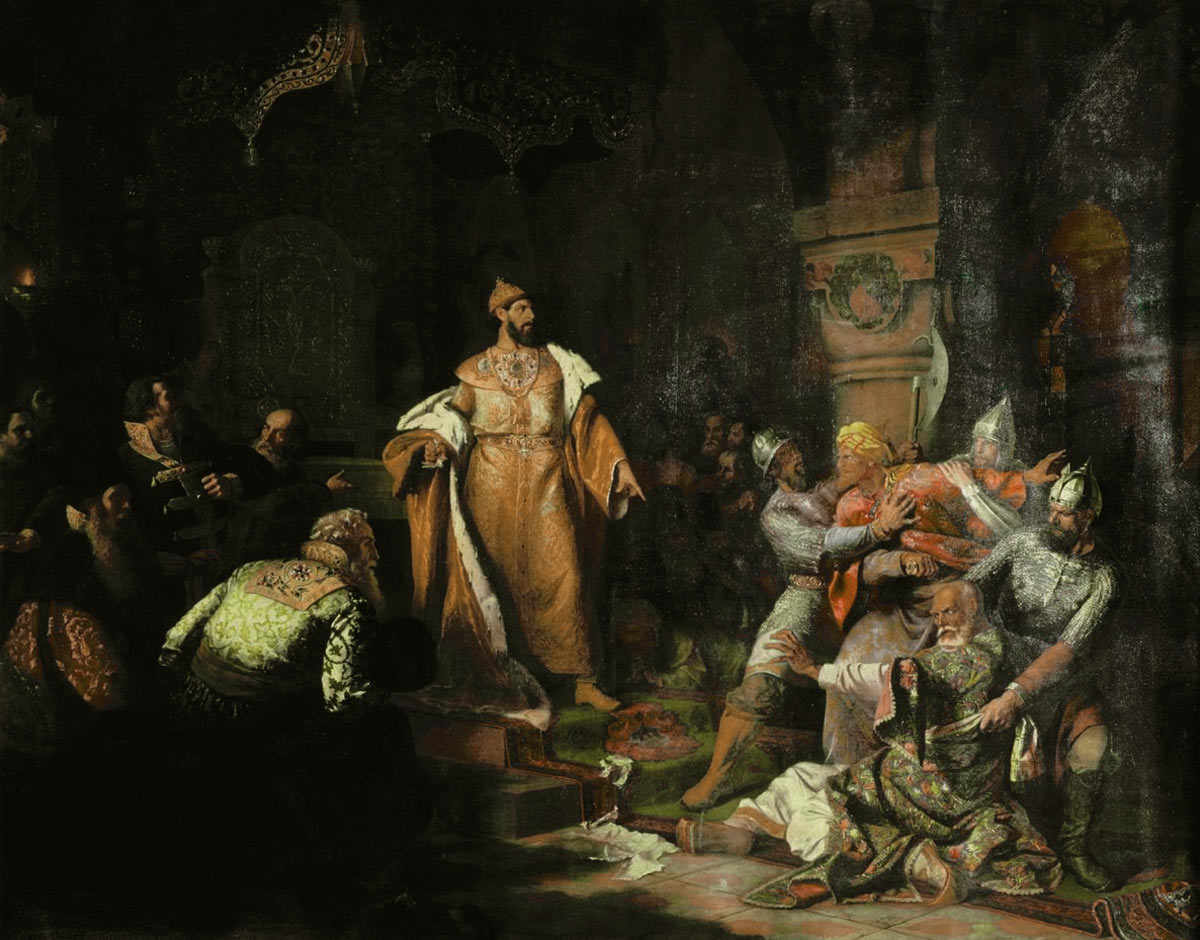
Ivan III van Moskou weigert de schatting aan de Gouden Horde te betalen.

## Geboren
- 10 januari - Margaretha van Oostenrijk, landvoogdes der Nederlanden
- 12 februari - Frederik II van Legnica, Silezisch edelman
- 13 februari - Girolamo Aleandro, Italiaans humanist en kardinaal
- 10 april - Filibert II, hertog van Savoye (1497-1504)
- 18 april - Lucrezia Borgia, Italiaans staatsvrouw
- 10 november - Birgitta van York, Engels prinses
- Charlotte van Albret, Frans edelvrouw
- Sebastián de Belalcázar, Spaans conquistador
- Dirk van Bronckhorst-Batenburg, Nederlands edelman
- Gian Giacomo Caprotti da Oreno, Italiaans kunstenaarsgezel
- Antoon I van Lalaing, Bourgondisch staatsman
- Lodewijk I van Longueville, Frans edelman
- Johannes Murmellius, Nederlands humanist
- Filips van de Palts, Duits priester
- Marcantonio Raimondi, Italiaans graveur
- Ruard Tapper, Nederlands theoloog
- Cajetanus van Thiene, Italiaans kloosterstichter
- Albrecht Altdorfer, Duits schilder (jaartal bij benadering)
- Andrea Antico, Italiaans muziekuitgever (jaartal bij benadering)
- Benedictus Appenzeller, componist (jaartal bij benadering)
- Matteo Bandello, Italiaans schrijver (jaartal bij benadering)
- Noel Bauldeweyn, Vlaams componist (jaartal bij benadering)
- Giulio Camillo, Italiaans filosoof (jaartal bij benadering)
- Vincenzo Catena, Italiaans schilder (jaartal bij benadering)
- Johannes Despauterius, Vlaams humanist (jaartal bij benadering)
- Pier Gerlofs Donia, Fries krijgsheer (jaartal bij benadering)
- Henrica van Erp, Nederlands abdis (jaartal bij benadering)
- Johann Faust, Duits astroloog en magiër (jaartal bij benadering)
- Claude Garamond, Frans graveur en uitgever (jaartal bij benadering)
- Peter van Gent, Vlaams missionaris (jaartal bij benadering)
- Albertas Goštautas, Litouws edelman (jaartal bij benadering)
- Matthias Gretz, Duits theoloog (jaartal bij benadering)
- Thomas van Herentals, Zuid-Nederlands monnik (jaartal bij benadering)
- Margaretha van Horne, Nederlands edelvrouw (jaartal bij benadering)
- Maximiliaan van Horne, Nederlands edelman (jaartal bij benadering)
- Elisabeth Howard, Engels edelvrouw (jaartal bij benadering)
- Diederik Kettler zu Neu-Assen, Duits edelman (jaartal bij benadering)
- Elisabeth Ketteler, Duits edelvrouw (jaartal bij benadering)
- Godhard II Kettler zu Neu-Assen, Duits edelman (jaartal bij benadering)
- Nicolas Liégeois, Zuid-Nederlands componist (jaartal bij benadering)
- Lorenzo Lotto, Italiaans schilder (jaartal bij benadering)
- Ferdinand Magellaan, Portugees ontdekkingsreiziger (jaartal bij benadering)
- Pati Oenoes, koning van Demak (1518-1521) (jaartal bij benadering)
- Werner IV van Pallandt, Duits edelman (jaartal bij benadering)
- Joachim Patinir, Zuid-Nederlands schilder (jaartal bij benadering)
- Christiern Pedersen, Deens geleerde (jaartal bij benadering)
- Johann Scharnagel, Duits musicus (jaartal bij benadering)
- Palma Vecchio, Italiaans schilder (jaartal bij benadering)

## Overleden
- 3 januari - Nicole van Châtillon (~55), Frans edelvrouw
- 5 januari - Jacob van Lichtenberg (33), Duits edelman
- 9 maart - Gerard II van Culemborg (~64), Nederlands edelman
- 27 april - Jan van Bourgondië, bisschop van Kamerijk (volgens andere bronnen 14 april 1479)
- 9 mei - Johan van Nassau-Wiesbaden-Idstein (~60), Duits edelman
- 19 mei - Jan Długosz (64), Pools geschiedschrijver
- 9 juni - Casimir III van Płock (31), Pools edelman en prelaat
- 10 juli - René I van Anjou (71), hertog van Anjou (1434-1480) en koning van Napels (1435-1442)
- 15 juli - Johan III van Nassau-Weilburg (39), Duits edelman
- 22 juli - Margaretha van Cilly (~69), Sloveens-Duits edelvrouw
- juli - Ruprecht van de Palts (53), aartsbisschop van Keulen
- 24 augustus - Albrecht I van Beieren-Schagen (~48), Hollands edelman
- 1 september - Ulrich V van Württemberg (~67), Duits edelman
- 4 oktober - Jakub van Sienno (~66), Pools aartsbisschop en diplomaat
- 29 november - Frederik I van Palts-Simmern (63), Duits edelman
- Giacomo III Crispo, hertog van Naxos
- Jean Fouquet, Frans schilder
- Nicolas Jenson, Frans drukker
- Johanna van Lotharingen (~22), Frans edelvrouw
- Juana de Luna (~24), Castiliaans edelvrouw
- Antoine Le Moiturier (~55), Frans beeldhouwer
- Matheolus Perusinus, Italiaans filosoof en arts
- Petrus Wilhelmi de Grudencz, Pools componist (jaartal bij benadering)